# Ashmeadiella aridula
Ashmeadiella aridula är en biart som beskrevs av Cockerell 1910. Ashmeadiella aridula ingår i släktet Ashmeadiella och familjen buksamlarbin. Inga underarter finns listade i Catalogue of Life.